# Карплюк Іван-Володимир Михайлович
Іван-Володимир Михайлович Карплюк (нар. 22 листопада 1937, Тартаків) — технік-будівельник.

## Біографія
Народився 22 листопада 1937 року в селі Тартакові (тепер Сокальського району Львівської області). 1958 року закінчив Львівський житлово-комунальний технікум, після чого працював старшим інженером Ужгородського міжкомунгоспу. У 1961—1962 роках — нормувальник військової частини № 11837, у 1962-1968 роках — майстер і виконроб військової частини № 31712, у 1968—1972 роках — виконроб тресту Львівсільгоспбуд. У 1970-х роках працював на експериментально-зразковому будівництві громадського центру. Був у тісному контакті з авторською групою над реалізацією проекту в натурі, знаходив удосконалені архітектурно-конструктивні рішення, поліпшував якість будівництва. У 1981—1982 роках — майстер у Сокалівському училищі № 9 тресту Львівсільгоспбуд.
Лауреат Державної премії УРСР імені Т. Г. Шевченка (за 1986 рік; разом з  А. М. Шуляром, І. Є. Оксентюком, В. С. Марченком, В. П. Скуратовським (архітекторами), Й. С. Парубочим (агрономом-озеленювачем) за архітектуру села  Вузлового Радехівського району Львівської області).